# Sigutė
Sigutė ist ein litauischer weiblicher Vorname, abgeleitet von  Siegfriede.

## Namenstag
15. August

## Bekannte Namensträgerinnen
- Sigutė Jakštonytė (* 1956), Diplomatin und Juristin

## Varianten
- männlich: Sigutis
- weiblich: Sigita